# Slave Songs of the United States

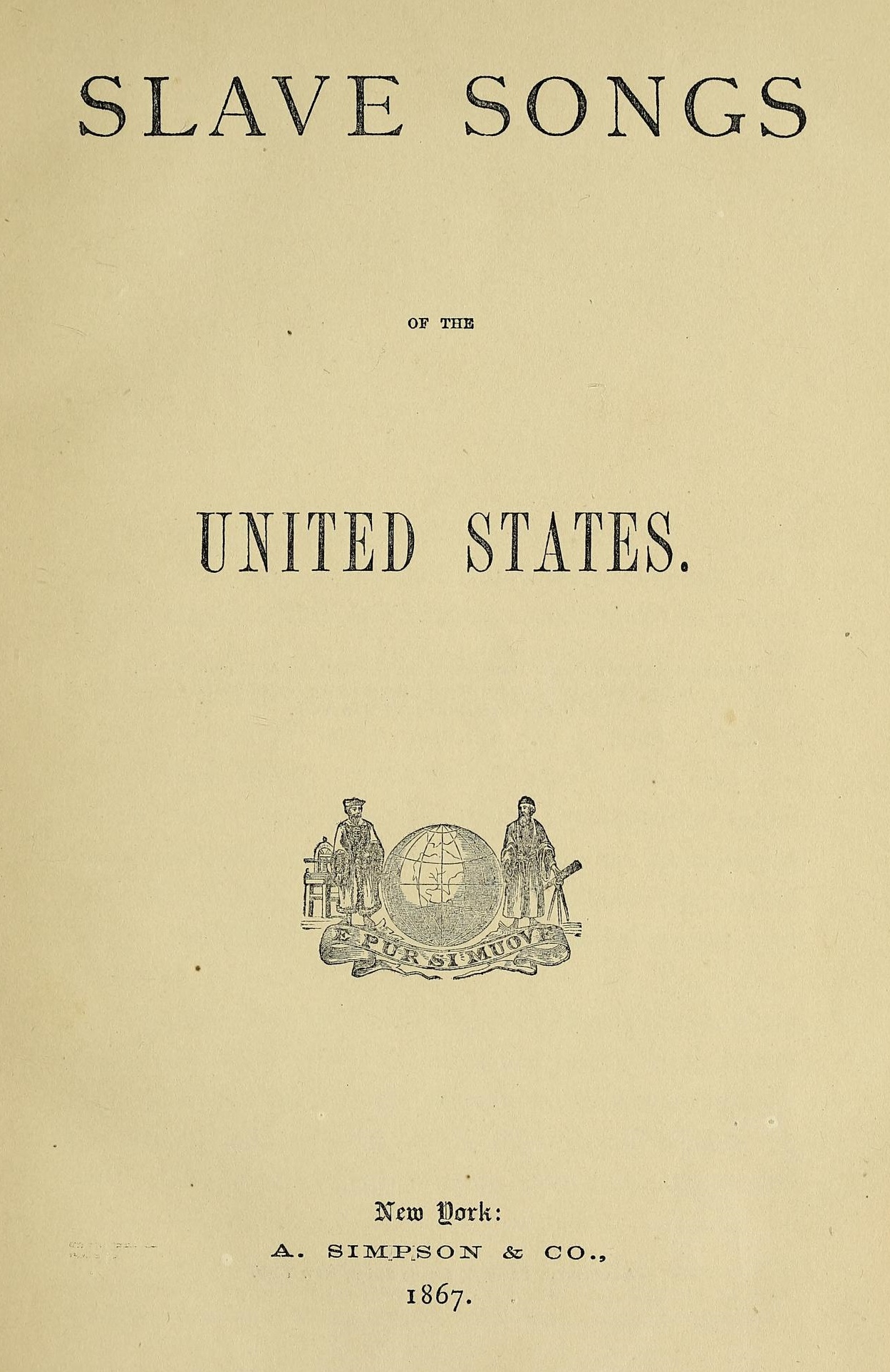
Frontespizio della prima edizione

Slave Songs of the United States è una collezione di musica afroamericana che consiste di 136 canzoni.

## Storia
Pubblicata nel 1867, è stata la prima e la più importante collezione di canzoni spiritual ad essere pubblicata. I creatori delle canzoni furono i nordisti abolizionisti William Francis Allen, Lucy McKim Garrison e Charles Pickard Ware. È anche la prima collezione di musica afro-americana mai pubblicata.
La creazione del libro è stata descritta da Samuel Charters, con particolare enfasi sul ruolo di Lucy McKim Garrison.